# Температурна амплитуда
Температурна амплитуда в метеорологията обикновено се нарича разликата между най-високата и най-ниската измерена температура на въздуха на дадено място за деня или разликата между най-високата и най-ниската от няколко средни температури.

## Денонощна температурна амплитуда
Дневната температурна амплитуда на дадено място е най-голяма в условията на безоблачно небе, липса на вятър и ниска влажност, защото тези условия са идеални за слънчевото затопляне на земята през деня и охлаждането ѝ през нощта. Амплитудата е малка обаче когато има облачност, силни ветрове и влажността на въздуха е висока, тъй като при тези условия затоплянето от слънцето през деня и изстудяването през нощта е ограничено.

### Фактори
- влажност на въздуха и облачност - пречат на затоплянето на земята през деня и причиняват парников ефект който намалява изстудяването ѝ през нощта.
- географска ширина - обикновено най-голяма денонощна температурна амплитуда се наблюдава в тропиците, а най-малка в екваториалните и полярните райони.
- наличие на водни басейни, растителност – не се нагряват колкото пясъка в пустините например.
- релеф - много студени нощи могат да се получат заради температурна инверсия, каквато се наблюдава най-често при затворени полета през студеното полугодие.
- вятърът също може да играе роля, тъй като може бързо да заменя студени въздушни маси с маси от топъл въздух или обратното.

## Годишна температурна амплитуда
Годишната температурна амплитуда е разликата между средната температура за най-топлия и средната температура за най-студения месец през годината на определено място.
Главният фактор за големината на годишната температурна амплитуда е географската ширина, тъй като близо до екватора Земята получава еднакво количество слънчева енергия през цялата година. Друг важен фактор е близостта до големи водни басейни. Големи годишни температурни разлики са типични за континенталния климат, където океанът не оказва или оказва малко влияние върху сезонните вариации на количеството енергия получавана от слънцето (това регулиране се дължи на високия специфичен топлинен капацитет на водата). И обратното, температурните разлики са обикновено по-малки близо до океана.